# Balta personata
Balta personata är en kackerlacksart som beskrevs av Morgan Hebard 1943. Balta personata ingår i släktet Balta och familjen småkackerlackor. Inga underarter finns listade.